# Eduard Richter (Sänger)
Johann Konrad Eduard Richter (* 18. September 1834 in Cassel; † 27. Mai 1907 in Dresden) war ein deutscher Opernsänger (Bariton) und Theaterschauspieler.

## Leben und Wirken
Er war der Sohn eines Sekretärs. Nach dem Schulbesuch schlug er eine Ausbildung bei Biberhofer in Kassel und Abt in Braunschweig ein und wurde Bariton und Schauspieler. Er hatte u. a. Engagements in Kassel, Braunschweig und Weimar. 1872 ging Richter dauerhaft an das Königliche Hoftheater nach Dresden. Er spielte und sang u. a. Hauptrollen wie Papageno, Nevers, Heerrufer und Masetto.